# Palazzo Comunale (Ulassai)
Il Palazzo Comunale, sorge al centro del paese di Ulassai, in Sardegna. 
Si affaccia sulla piazza Sardegna, dominando il panorama del monte Tisiddu e della valle del rio Pardu, ancora oggi è sede del municipio del paese.
Fu inaugurato il 1º gennaio del 1909, portato a compimento sotto la direzione dell'impresario Rosati e su progetto dell'ingegnere Ernesto Ravot, "colui che progettò anche il Lavatoio Comunale di Ulassai".

## Storia

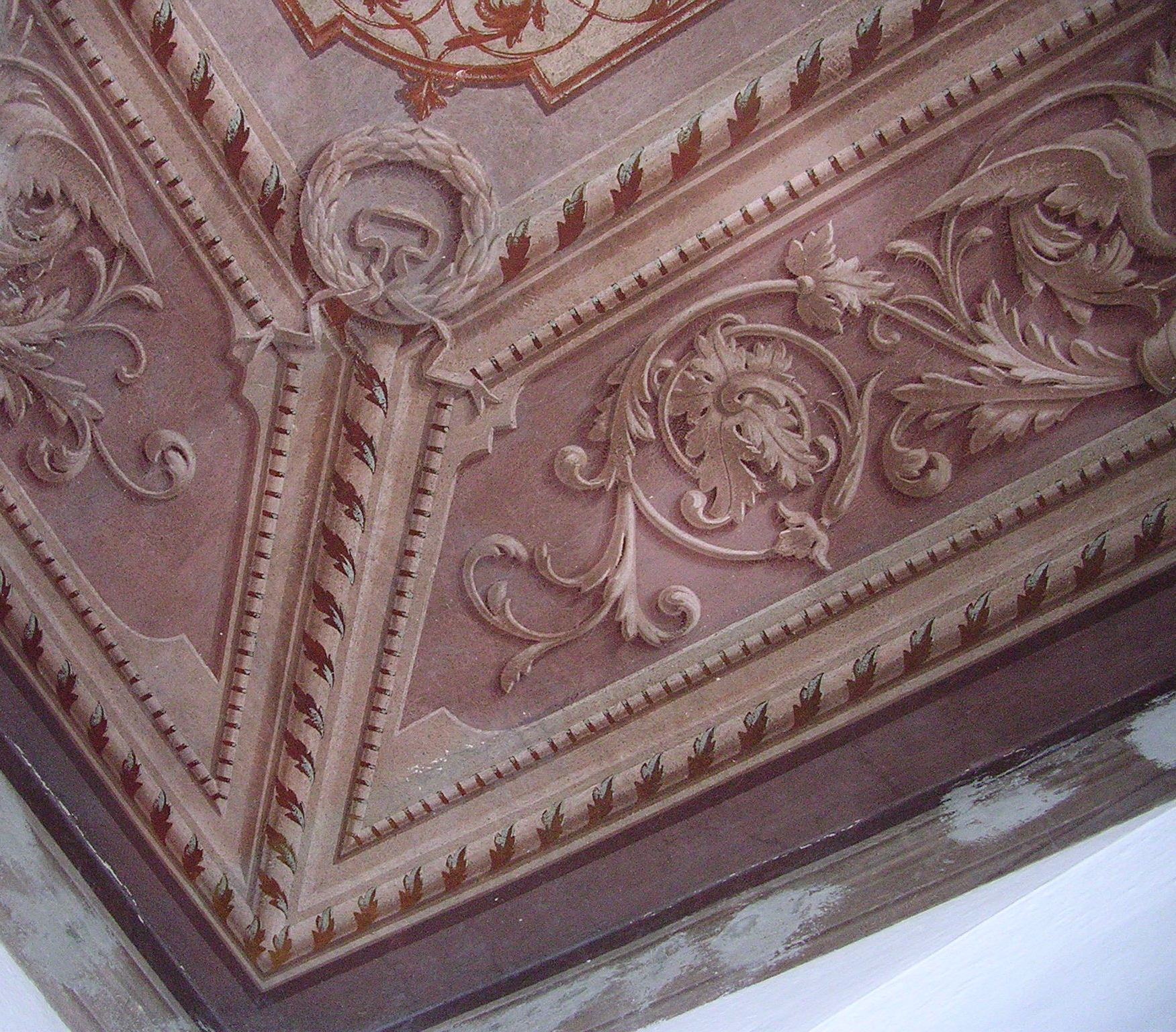
Particolare della volta della vecchia sala consiliare del Palazzo Comunale di Ulassai decorata in stile Liberty

La realizzazione dell'intero stabile costò all'allora Amministrazione comunale presieduta dal cavalier Antonio Cannas, fratello del procuratore generale del re Francesco Cannas ben 66.000 Lire, una cifra esorbitante per quei tempi, e per un paese di soli pastori e contadini. L'edificio non servì soltanto come municipio, ma negli anni del dopoguerra anche come scuola primaria e secondaria.

## Struttura
La struttura poggia su un piano elevato rispetto alla strada principale, e ha accesso sia dalla parte anteriore sia da quella posteriore, quest'ultima rialzata al piano superiore.
L'edificio è costituito da un piano terra e da uno elevato, ognuno alto circa 4 metri, nella facciata sono disposte 7 aperture per piano, nel piano terra l'apertura centrale è il cosiddetto portone principale, mentre le restanti sono finestre.
Queste ultime sono di legno e di forma quadrata semplice, prive di decorazioni, tra il piano terra e il primo piano corrono per tutta la lunghezza della facciata 4 cornici curvilinee a carattere elicoidale, l'ultima di queste suggella la base di tutte le finestre del primo piano e in quella centrale in particolare l'accompagna per tutta la sua altezza.
Le finestre del primo piano, sempre in legno, si concludono ad arco a tutto sesto, sopra queste ultime la facciata è sormontata da un grande cornice liscia dalla forma romana, e nella parte centrale è ulteriormente sormontata da un frontone a tutto sesto, dove inizialmente vi erano dipinti alcuni elementi decorativi in stile Liberty.

## Interni
Al suo interno, a partire dal piano terra è di particolare interesse l'appena restaurata "Sala Consigliare", dove nel 1910 è stata dipinta sempre in stile Liberty l'intera soffitta con motivi monocromatici tendenti al vinaceo, sia floreali sia geometrici; nella parte centrale invece è raffigurato lo stemma del paese. Ci lavorarono dei pittori di Cagliari. Attualmente la sala è adibita a ufficio del sindaco e ultimamente è stata abbellita da alcune opere degli artisti Maria Lai e Luca Rossi.
Restando sempre nel piano terra, altre decorazioni simili sono presenti nelle sale degli Uffici tecnici, nell'andito invece è affissa un'imponente "lastra dei Caduti in Guerra".
Centrale è la scala a due rampe con ringhiere, sempre del medesimo stile, che introduce al primo piano, dove non si rilevano particolari architetture.